# Pleurotaenium nodolosum
Pleurotaenium nodolosum là một loài Song tinh tảo trong họ Desmidiaceae, thuộc chi Pleurotaenium.